# Wspólnota administracyjna Ostrau
Wspólnota administracyjna Ostrau (niem. Verwaltungsgemeinschaft Ostrau) − dawna wspólnota administracyjna w Niemczech, w kraju związkowym Saksonia, w powiecie Mittelsachsen. Siedziba wspólnoty znajdowała się w miejscowości Ostrau. Do 29 lutego 2012 leżała w okręgu administracyjnym Chemnitz.
Wspólnota administracyjna zrzeszała dwie gminy wiejskie: 
- Ostrau
- Zschaitz-Ottewig

1 stycznia 2023 obie gminy połączyły się w gminę Jahnatal, a wspólnota została zlikwidowana.